# 大一統能量
大一統能量 {\displaystyle \Lambda _{GUT}}，或GUT尺度，相信是電磁力、弱力和強力在強度上成為相等和統一的一種力量的能階之上的能量，它被單純李氏群統一成一種力。特殊的大統一理論（Grand unified theories，GUTs）可以預測大一統能量，但在通常情況下，由於依賴模型的詳細資訊，如規範群、希格斯扇形、物質含量或進一步的自由參數，而有極大的不確定性（測不準性）。此外，目前似乎還沒有大家都同意的最小大統一理論（minimal GUT）。
電弱力和強力與重力的統一是在被稱為萬有理論下，要求更高能量水準，一般假定要接近普朗克尺度。理論上，在如此短的距離，重力的強度便可以與其它三種已知的力比擬。這個語句可以修改為在中尺度的空間如果存在額外的維度。在這種強況下，在更小的距離下，重力強度增加得更快，這樣可以大大降低統一所有已知自然力的能量尺度。這種效應被應用在大額外維度（Large extra dimension）的模型。
大一統能量（如果大統一確實實現在自然）的確切值取決於目前在更短距離的尺度下尚未實驗考察的物理精確性。如果沙漠和超對稱性的假設存在，它大約在1016 GeV。
到目前為止，最具威力的對撞機，大型強子對撞機的設計只能達到質心能量1.4x104GeV的質子-質子碰撞。The scale 1016 GeV的尺度也含在普朗克尺度之下好幾個數量級，因此人為的碰撞還無法達到人造地球的界線。